# Mochi glacé
 (novembre 2024).
Si vous disposez d'ouvrages ou d'articles de référence ou si vous connaissez des sites web de qualité traitant du thème abordé ici, merci de compléter l'article en donnant les références utiles à sa vérifiabilité et en les liant à la section « Notes et références ».

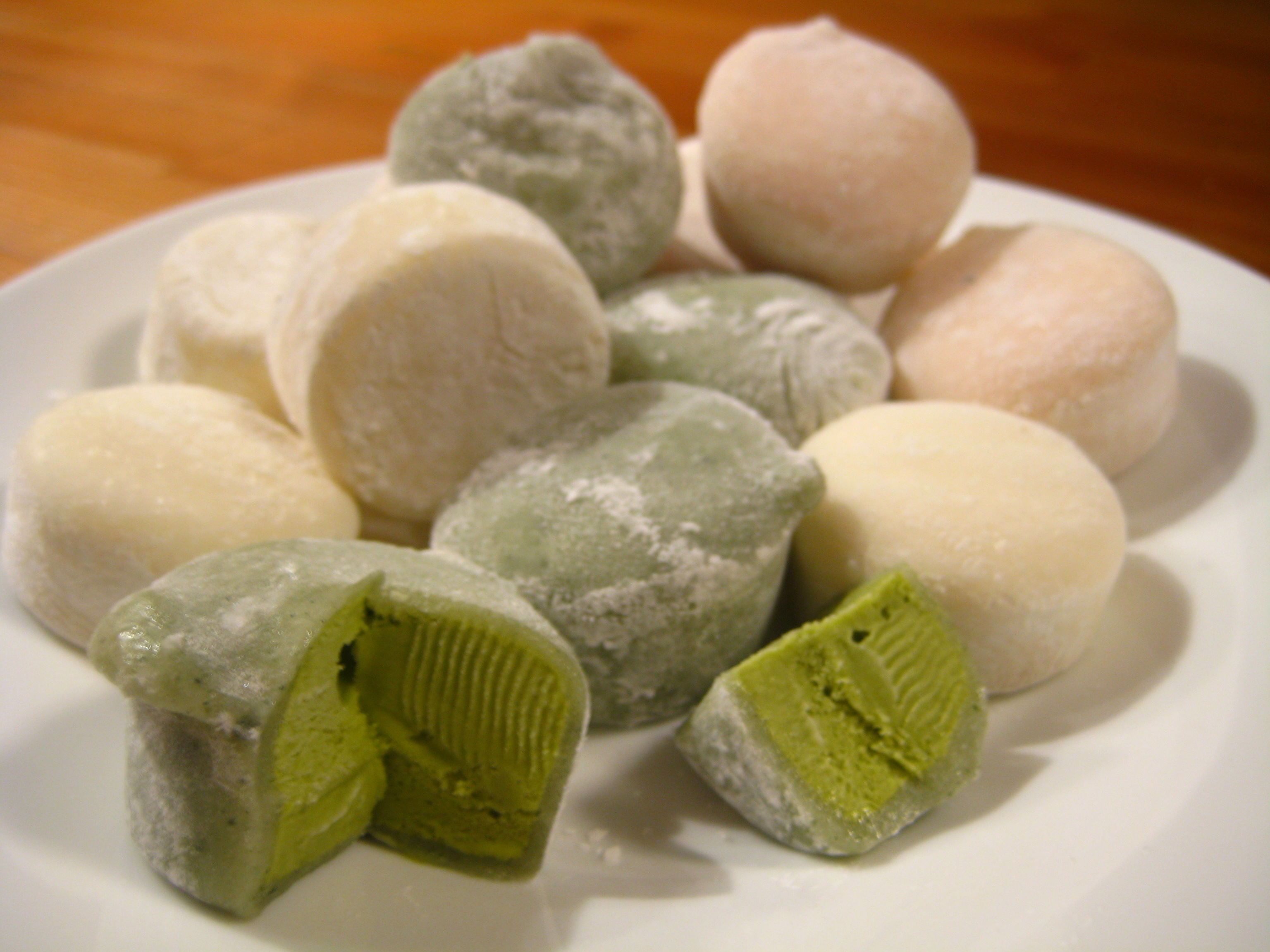
Mochis glacés au thé vert, à la vanille et à la fraise.

Le mochi glacé est la version moderne, fourrée de crème glacée, d'un dessert traditionnel : le daifuku (pâte faite à base de riz gluant concassé) farine de haricot blanc ou rouge. Le mochi glacé est devenu un dessert international, un standard de la cuisine fusion populaire en Amérique du Nord, en Europe et en Afrique.

## Description
Le mochi glacé est un dessert rond en forme de balle de quelques centimètres de diamètre, légèrement aplati. Pâte de riz gluant en couche supérieure (souvent colorée et parfumée) et crème glacée au cœur. L'extérieur est saupoudré d'amidon de maïs.
Il existe de nombreux parfums, mais les plus représentés sont : thé vert (matcha), vanille, chocolat, et haricot rouge (traditionnel au Japon, ce dernier semble moins présent en France).

## Histoire
Les daifuku et les manju japonais sont les prédécesseurs des mochis glacés, communément fourrés de haricot azuki.
À cause de la température de conservation, de la consistance des mochis et de la glace, il a fallu les modifier pour obtenir une bonne viscosité, qui reste constante malgré les changements de température.
Une forme ancienne de mochi fut produite par Lotte Group ainsi que Yukimi Daifuku (en) en 1981. Ces fabricants utilisèrent d'abord de l'amidon de riz au lieu de la pâte de riz gluant, et une sorte de lait de riz à la place de la crème glacée.
Frances Hashimoto (en), l'ancienne PDG de la compagnie américaine Mikawaya, est reconnue pour être la créatrice de la version moderne du mochi, et pour avoir introduit le produit sur le marché nord-américain. Le mari de Hashimoto, Joel Friedman, avait à l'origine conçu l'idée d'enrober des petites boules de crème glacée dans des petits gâteaux de riz au mochi. Frances Hashimoto a repris l'idée de son mari en en faisant un dessert "fusion" populaire aux États-Unis et ailleurs. Hashimoto a décliné sept parfums dans ses lignes de production.

## Particularités concernant le marché des États-Unis
la R&D du fait de l'interaction complexe des ingrédients, pour réaliser la forme actuelle de ce produit, un produit de production en masse.
Les mochis de Mikawaya sont à présent vendus dans la plupart des grands supermarchés américains Albertsons, Trader Joe's, Ralphs et Safeway. 
Les mochi glacés représentent la plus grosse vente des produits de Mikawaya.

## Particularités concernant le marché français
Les mochis sont particulièrement connus à Paris, quelques acteurs se partagent ce marché.
De nombreux traiteurs japonais vendent aussi des mochis mais n'en font pas leur produit phare.